# Batalha de Somosierra

La bataille de Somo-Sierra, 1810, Baron Lejeune.

A Batalha de Somosierra ocorreu em 30 de novembro de 1808, durante a Guerra Peninsular, quando uma força combinada franco - espanhola - polonesa sob o comando direto de Napoleão Bonaparte forçou a passagem por uma divisão espanhola estacionada na Serra de Guadarrama, que protegia Madri de ataque francês direto. Na passagem de montanha de Somosierra, 97 km ao norte de Madri, um destacamento espanhol em desvantagem numérica de regulares, voluntários e artilharia sob o comando de Benito de San Juan visava bloquear o avanço de Napoleão sobre a capital espanhola. Napoleão dominou as posições espanholas em um ataque de armas combinadas, enviando os Chevau-légers poloneses da Guarda Imperial contra os canhões espanhóis enquanto a infantaria francesa avançava pelas encostas. A vitória removeu o último obstáculo no caminho para Madri, que caiu vários dias depois.